# Wettergott

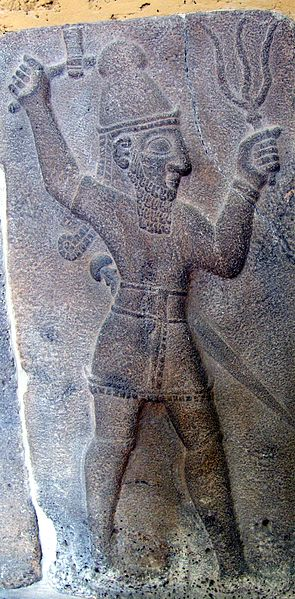
Wettergott aus Zincirli mit Blitzbündel und Axt, im späthethitischen Stil

Ein Wettergott wurde in vielen Kulturen, beispielsweise in Mesopotamien, Altsyrien, Anatolien und Altamerika verehrt.

## Liste nach Kulturen

### Ehecatl und Tlaloc
Mittelamerikanische Völker, darunter die Mexica, die Tolteken und die Bewohner von Teotihuacan, verehrten zahlreiche mit dem Wetter zusammenhängende Götter, darunter einen Windgott, der auf Nahuatl Ehecatl genannt wird, und einen Regengott namens Tlaloc.

### Thor
Der germanische Thor wurde mit Blitz und Donner in Verbindung gebracht.

### Ra
Auch die Sonne wurde in vielen Kulturen verehrt. Im Ägypten des Altertums fuhr Ra täglich in der Sonnenbarke über den Himmel, und im Inkareich stellt man sich den Sonnengott Inti als goldene Scheibe mit menschlichem Antlitz vor.

### Raijin
Der japanische Gott Raijin wurde mit Blitz und Donner in Verbindung gebracht.

### Iškur
In der sumerischen Religion nannte man den Wettergott Iškur. Im Süden Mesopotamiens traten seine zerstörerischen Fähigkeiten wie Sturm, Hochwasser und Dürre in den Vordergrund. Das lag vor allem daran, dass er im Süden, wo nicht Regenfeldbau, sondern Bewässerungsfeldbau vorherrschte, Iškur nicht als Regenspender „benötigte“.

### Ba’al
Im ugaritisch-phönizischen Raum wurde in der ugaritischen Religion als Fruchtbarkeits- und Wettergott Ba’al verehrt. Er wurde mit Helm und zwei Stierhörnern dargestellt.

### Hadad
Der semitische Wettergott Hadad wird schon im dritten Jahrtausend v. Chr. im nordsyrischen Raum verehrt. Sein Heiligtum stand in Aleppo. In Mesopotamien wurde er um die Stadt Qarqar als Segensspender verehrt.
Hadad/Adad ist in der akkadischen Mythologie Sohn des An und Gatte der Ninḫursanga. Adads Symboltier war der Stier, sein Attribut ein Blitz – entweder in einer Hand oder allein.

### Jupiter
Jupiter galt bei den Römern auch als Wettergott.

### Taru
Bei den Hattiern hieß der Wettergott Taru.

### Tarḫunna
Auch bei den Hethitern stand der Wettergott Tarḫunna an der Spitze des Pantheons. Bei den Luwiern wurde er Tarḫunt genannt. Der Name erscheint bei den Lykiern als Trqqis, der mit dem griechischen Zeus gleichgesetzt wurde.

### Iupiter Dolichenus
In der Römerzeit fand der syrische Wettergott als Iupiter Dolichenus durch das römische Militär Verbreitung bis nach Mitteleuropa. Eine bronzene Votivplatte stammt aus Heddernheim.

### Teššub
Bei den Hurritern hieß der Wettergott Teššub und stand an der Spitze des Pantheons. Bei den westlichen Hurritern war er mit Ḫebat verheiratet und sein Sohn war Šarrumma, die Tochter Allanzu. Teššubs wichtigster Kultort war Aleppo. Dort war der Höhepunkt seines Kultes im zweiten Jahrtausend v. Chr.; im ersten Jahrtausend v. Chr. hingegen lässt sich eine Verehrung kaum mehr nachweisen.

### Teišeba
Im Reich von Urartu (Ostanatolien) hieß der Wettergott Teišeba.

### Tinia
Bei den Etruskern wurde der Hauptgott Tinia (Tins) auch als Wetter- und Vegetationsgott angerufen.

### Petrus als „Wettergott“
Im monotheistischen Christentum gibt es prinzipiell nicht mehrere, nach Funktionen unterschiedene Götter, also auch keinen Wettergott. Im deutschsprachigen Volksglauben jedoch wird der Apostel Petrus als verantwortlich für das Wetter angesehen und in diesem Zusammenhang auch als Wettergott bezeichnet. Diese Bezeichnung hat sich vom Volksglauben gelöst und ist in den allgemeinen Sprachgebrauch übergegangen.
Die Zuschreibung rührt vermutlich daher, dass Petrus in mittelalterlichen Darstellungen zuständig ist für das Öffnen und Schließen der Himmelspforte. „Petrus hat die Himmelsschleusen geöffnet“ lautet bisweilen im Volksmund die bildhafte Umschreibung des Regenwetters. Auch als kulturgeschichtlicher Nachfolger des römischen Gottes Janus steht Petrus in enger Verbindung mit Wettererscheinungen.

### Zeus
Zeus galt bei den Griechen auch als Wettergott.